# Taishi Brandon Nozawa
Taishi Brandon Nozawa (野澤 大志 ブランドン?, Nozawa Taishi Burandon; Okinawa, 25 dicembre 2002) è un calciatore giapponese, portiere dell'FC Tokyo.

## Carriera

### Nazionale
Il 7 dicembre 2023 riceve la sua primissima convocazione in nazionale maggiore per l'amichevole di capodanno 2024 contro la Thailandia, finalizzata per ultimare la lista dei convocati per la Coppa d'Asia 2023 del CT Hajime Moriyasu. Nonostante non sia riuscito a fare il suo esordio con i Samurai Blue, qualche ora dopo la fine della partita viene convocato come terzo portiere per la Coppa d'Asia 2023, non venendo tuttavia mai impiegato nelle 5 partite disputate dal Giappone.
Nel 2024 è stato convocato dalla nazionale olimpica giapponese per partecipare ai Giochi della XXXIII Olimpiade.

## Statistiche

### Presenze e reti nei club
Statistiche aggiornate al 13 luglio 2024.
| Stagione                    | Club                        | Campionato                  | Campionato | Campionato | Coppe nazionali | Coppe nazionali | Coppe nazionali | Coppe continentali | Coppe continentali | Coppe continentali | Supercoppe | Supercoppe | Supercoppe | Totale | Totale |
| Stagione                    | Club                        | Comp                        | Pres       | Reti       | Comp            | Pres            | Reti            | Comp               | Pres               | Reti               | Comp       | Pres       | Reti       | Pres   | Reti   |
| --------------------------- | --------------------------- | --------------------------- | ---------- | ---------- | --------------- | --------------- | --------------- | ------------------ | ------------------ | ------------------ | ---------- | ---------- | ---------- | ------ | ------ |
| 2018                        | FC Tokyo U-23               | J3                          | 0          | 0          | -               | -               | -               | -                  | -                  | -                  | -          | -          | -          | 0      | 0      |
| 2019                        | FC Tokyo U-23               | J3                          | 5          | -10        | -               | -               | -               | -                  | -                  | -                  | -          | -          | -          | 5      | -10    |
| Totale FC Tokyo U-23        | Totale FC Tokyo U-23        | Totale FC Tokyo U-23        | 5          | -10        |                 | -               | -               |                    | -                  | -                  |            | -          | -          | 5      | -10    |
| 2020                        | FC Tokyo                    | J1                          | 0          | 0          | CG+CdL          | 0               | 0               | ACL                | 0                  | 0                  | -          | -          | -          | 0      | 0      |
| gen.-lug. 2021              | FC Tokyo                    | J1                          | 0          | 0          | CG+CdL          | 0+1             | 0 + -1          | -                  | -                  | -                  | -          | -          | -          | 1      | -1     |
| ago.-dic. 2021              | Iwate Grulla Morioka        | J3                          | 14         | -13        | -               | -               | -               | -                  | -                  | -                  | -          | -          | -          | 14     | -13    |
| 2022                        | Iwate Grulla Morioka        | J2                          | 22         | -44        | CG              | 0               | 0               | -                  | -                  | -                  | -          | -          | -          | 22     | -44    |
| Totale Iwate Grulla Morioka | Totale Iwate Grulla Morioka | Totale Iwate Grulla Morioka | 36         | -57        |                 | 0               | 0               |                    | -                  | -                  |            | -          | -          | 36     | -57    |
| 2023                        | FC Tokyo                    | J1                          | 10         | -12        | CG+CdL          | 1+6             | -2 + -5         | -                  | -                  | -                  | -          | -          | -          | 17     | -19    |
| 2024                        | FC Tokyo                    | J1                          | 13         | -13        | CG+CdL          | 0+1             | 0 + -1          | -                  | -                  | -                  | -          | -          | -          | 14     | -14    |
| Totale FC Tokyo             | Totale FC Tokyo             | Totale FC Tokyo             | 23         | -25        |                 | 9               | -9              |                    | 0                  | 0                  |            | -          | -          | 32     | -34    |
| Totale carriera             | Totale carriera             | Totale carriera             | 64         | -92        |                 | 9               | -9              |                    | 0                  | 0                  |            | -          | -          | 73     | -101   |

### Cronologia presenze e reti in nazionale
| Cronologia completa delle presenze e delle reti in nazionale ― Giappone under 23 | Cronologia completa delle presenze e delle reti in nazionale ― Giappone under 23 | Cronologia completa delle presenze e delle reti in nazionale ― Giappone under 23 | Cronologia completa delle presenze e delle reti in nazionale ― Giappone under 23 | Cronologia completa delle presenze e delle reti in nazionale ― Giappone under 23 | Cronologia completa delle presenze e delle reti in nazionale ― Giappone under 23 | Cronologia completa delle presenze e delle reti in nazionale ― Giappone under 23 | Cronologia completa delle presenze e delle reti in nazionale ― Giappone under 23 |
| Data                                                                             | Città                                                                            | In casa                                                                          | Risultato                                                                        | Ospiti                                                                           | Competizione                                                                     | Reti                                                                             | Note                                                                             |
| -------------------------------------------------------------------------------- | -------------------------------------------------------------------------------- | -------------------------------------------------------------------------------- | -------------------------------------------------------------------------------- | -------------------------------------------------------------------------------- | -------------------------------------------------------------------------------- | -------------------------------------------------------------------------------- | -------------------------------------------------------------------------------- |
| 14-10-2023                                                                       | Phoenix                                                                          | Messico under 23                                                                 | 1 – 4                                                                            | Giappone under 23                                                                | Amichevole                                                                       | -1                                                                               |                                                                                  |
| 22-3-2024                                                                        | Kameoka                                                                          | Giappone under 23                                                                | 1 – 3                                                                            | Mali under 23                                                                    | Amichevole                                                                       | -3                                                                               |                                                                                  |
| 22-4-2024                                                                        | Al Rayyan                                                                        | Giappone under 23                                                                | 0 – 1                                                                            | Corea del Sud under 23                                                           | Coppa d'Asia AFC Under-23 2024                                                   | -1                                                                               |                                                                                  |
| Totale                                                                           |                                                                                  | Presenze                                                                         | 3                                                                                |                                                                                  | Reti                                                                             | -5                                                                               |                                                                                  |

## Palmarès

### Club

#### Competizioni nazionali
- Coppa J. League: 1

FC Tokyo: 2020

### Nazionale
- Coppa d'Asia Under-23: 1

2024